# Ectromachernes elegans
Ectromachernes elegans är en spindeldjursart som beskrevs av Beier 1964. Ectromachernes elegans ingår i släktet Ectromachernes och familjen Withiidae. Inga underarter finns listade i Catalogue of Life.